# Winston Bogarde
Winston Bogarde, född den 22 oktober 1970 i Rotterdam, är en nederländsk före detta professionell fotbollsspelare. Han spelade oftast som mittback men kunde även ha positionen som vänsterback. Bogarde spelade för flera stora klubbar som Ajax, Milan och Barcelona. Han representerade Nederländernas landslag i både EM i England 1996 och VM i Frankrike 1998.
Bogarde har dock i efterhand blivit mest känd för sin tid i Chelsea. Holländaren blev värvad till den engelska klubben i augusti 2000 och spelade endast ett fåtal matcher i början innan han flyttades ned till reservlaget. Strax efter att Bogarde värvats till Chelsea bytte klubben tränare till italienaren Claudio Ranieri. Ranieri var missnöjd med Bogarde och ville att han skulle lämna klubben omedelbart, men Bogarde själv vägrade. Han var så nöjd med sitt kontrakt och sin höga lön att han stannade i klubben trots att han inte fick spela några matcher. Bogarde lämnade inte Chelsea förrän 2004 då hans kontrakt gick ut.